# Großer Preis von Japan 2008
Der Große Preis von Japan 2008 (offiziell XXXIV Fuji Television Japanese Grand Prix) fand am 12. Oktober auf dem Fuji Speedway in Oyama (Shizuoka) statt und war das 16. Rennen der Formel-1-Weltmeisterschaft 2008.

## Berichte

### Hintergrund
Nach dem Großen Preis von Singapur führte Lewis Hamilton in der Fahrerwertung mit sieben Punkten vor Felipe Massa und mit 20 Punkten vor Robert Kubica. Diese drei, Kimi Räikkönen und Nick Heidfeld hatten drei Rennen vor Saisonende noch Chancen auf den Fahrertitel. In der Konstrukteurswertung führte McLaren-Mercedes mit zwei Punkten vor Ferrari und mit 16 Punkten vor BMW Sauber.
Mit Fernando Alonso, Rubens Barrichello, Hamilton und Räikkönen (jeweils einmal) traten vier ehemalige Sieger zu diesem Grand Prix an.

### Training
Im ersten freien Training setzte Hamilton mit 1:18,910 Minuten die Bestzeit, gefolgt von Massa und Heikki Kovalainen.
Das zweite freie Training schloss Timo Glock als Schnellster in 1:18,383 Minuten ab. Ihm folgten Alonso und Hamilton.
Im dritten freien Training sicherte sich Kubica mit 1:25,087 Minuten die schnellste Zeit vor Glock und Nelson Piquet jr.

### Qualifikation
Das Qualifying bestand aus drei Teilen mit einer Nettolaufzeit von 45 Minuten. Im ersten Qualifying-Segment (Q1) hatten die Fahrer 18 Minuten Zeit, um sich für das Rennen zu qualifizieren. Die besten 15 Fahrer erreichten den nächsten Teil. Glock war Schnellster. Die beiden Honda-Piloten sowie die beiden Force-India-Piloten und Heidfeld schieden aus.
Der zweite Abschnitt (Q2) dauerte 15 Minuten. Die schnellsten zehn Piloten qualifizierten sich für den dritten Teil des Qualifyings. Massa war Schnellster. Die beiden Red-Bull-Piloten sowie die beiden Williams-Piloten und Piquet jr. schieden aus.
Der letzte Abschnitt (Q3) ging über eine Zeit von zwölf Minuten, in denen die ersten zehn Startpositionen vergeben wurden. Hamilton fuhr die Bestzeit und sicherte sich seine zwölfte Pole-Position. Ihm folgten die beiden Finnen Räikkönen und Kovalainen auf den Plätzen zwei und drei.

### Rennen
Der Start des Rennens verlief chaotisch. Räikkönen ging kurzzeitig in Führung, wurde jedoch am Ende der Geraden von Hamilton wieder überholt. Dabei drängte Hamilton Räikkönen und Kovalainen in die Auslaufzone. Zwischen David Coulthard und Kazuki Nakajima kam es zu einer Berührung. Bei Coulthard brach die Radaufhängung, er landete in der Leitplanke und fiel noch in der ersten Runde aus. Nakajima verlor den Frontflügel, konnte das Rennen aber fortsetzen und wurde am Ende mit einer Runde Rückstand 15. Kubica führte nun vor Alonso.

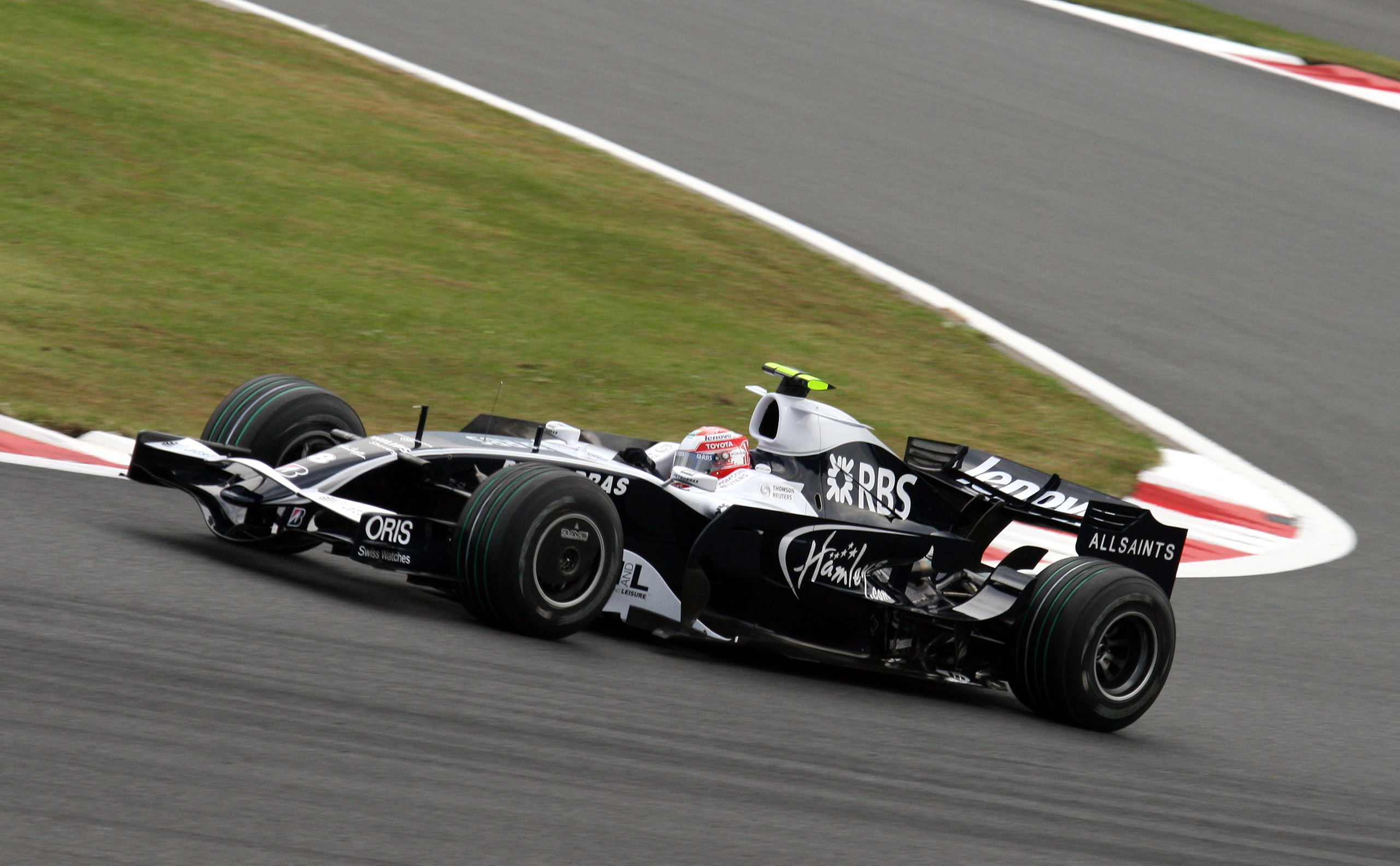
Lokalmatador Kazuki Nakajima im freien Training

In der zweiten Runde versuchte Hamilton, Massa zu überholen. Dieser konterte, wobei er eine Kollision mit Hamilton verursachte, bei der sich Hamilton entgegen der Fahrtrichtung drehte. Als Folge davon und des folgenden Boxenstopps fiel Hamilton ans Ende des Feldes zurück. Hamilton und Massa wurden jeweils mit einer Durchfahrtstrafe belegt, Hamilton für das Abdrängen von Räikkönen und Kovalainen, Massa für die Kollision mit Hamilton. Beide lagen nun weit zurück.
Ab der achten Runde führte Kubica vor Alonso sowie Kovalainen und Räikkönen. Adrian Sutil hatte sich auf Platz 10 vorgekämpft, fiel jedoch in Runde neun aufgrund eines Reifenschadens aus. Glock war bereits in Runde sechs ausgefallen, vermutlich, nachdem er über Wrackteile gefahren war. In Runde 16 beendete Kovalainen das Rennen mit Motorschaden. Giancarlo Fisichella musste in Runde 21 aufgeben.
Sébastien Bourdais lieferte sich ein Duell mit Massa, das zunächst zu Bourdais’ Gunsten ausging. Nach Bourdais’ zweitem Boxenstopp kam es zu einer Kollision mit Massa, für die Bourdais nach dem Rennen mit einer 25-Sekunden-Zeitstrafe belegt wurde. Er fiel dadurch vom sechsten auf den zehnten Platz zurück.
In der 18. Runde absolvierte Alonso seinen ersten Boxenstopp. Dieser war schneller als die Stopps von Kubica und Räikkönen eine Runde zuvor. Bis zum zweiten Boxenstopp hatte Alonso genügend Vorsprung herausgefahren, um sich am Ende seinen zweiten Saisonsieg zu sichern. Räikkönen konnte Kubica nicht mehr überholen und wurde am Ende Dritter. Auf dem vierten Platz landete Piquet jr. vor Jarno Trulli. Durch die nachträgliche 25-Sekunden-Strafe gegen Bourdais rückten die Fahrer auf den Plätzen sieben bis zehn (Vettel, Massa, Mark Webber und Heidfeld) jeweils einen Platz vor. Der letzte Punkt ging an Webber. Hamilton, der von der Pole gestartet war, kam lediglich auf Platz zwölf und blieb daher ohne Punkte.

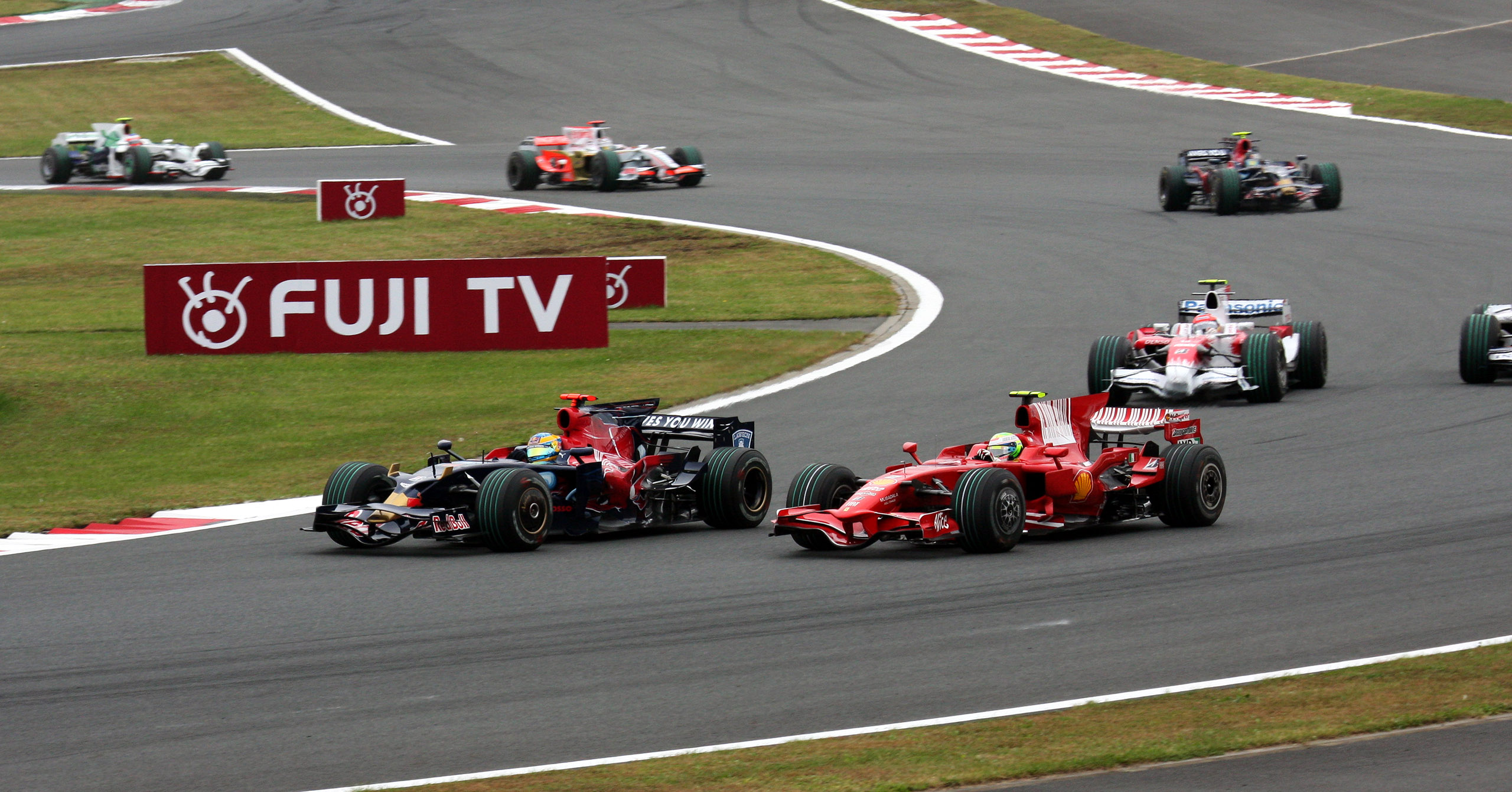
Sébastien Bourdais und Felipe Massa im Zweikampf

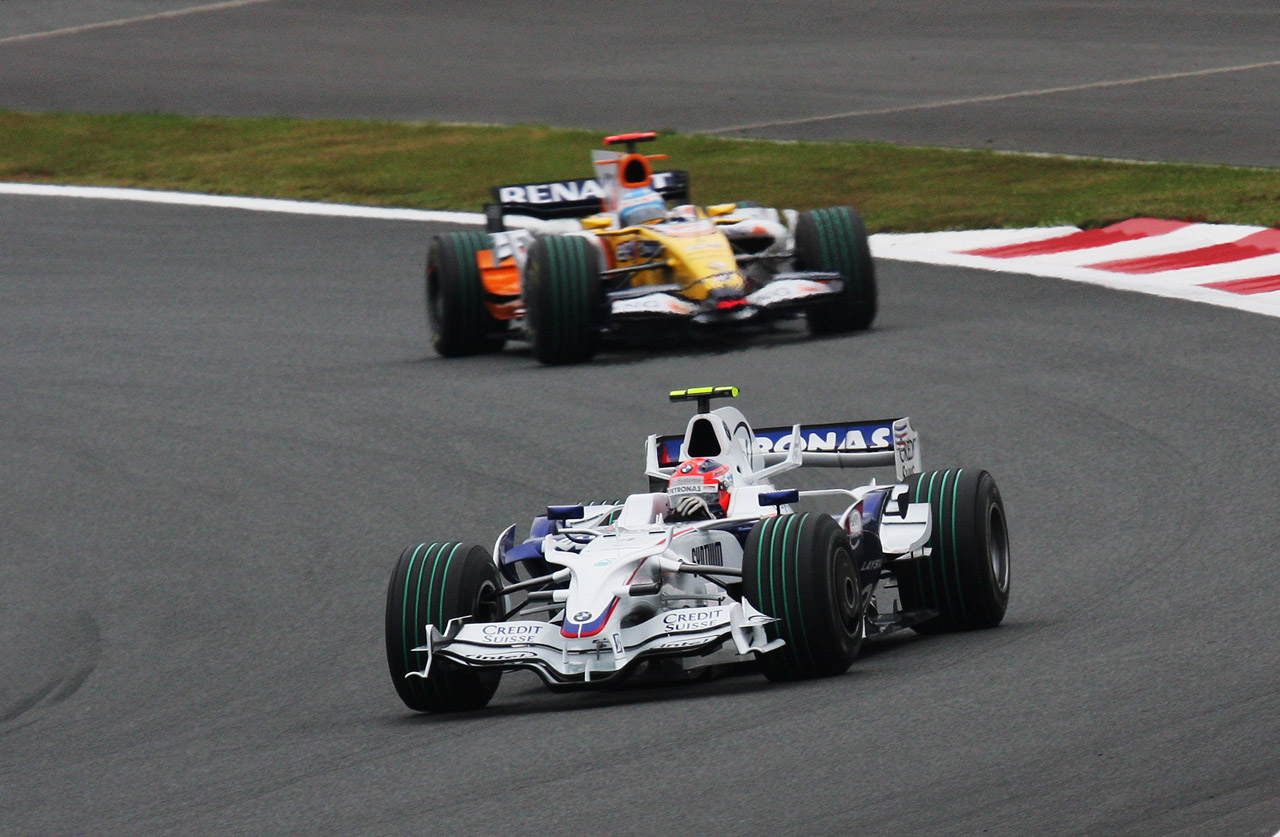
Robert Kubica führt vor Fernando Alonso

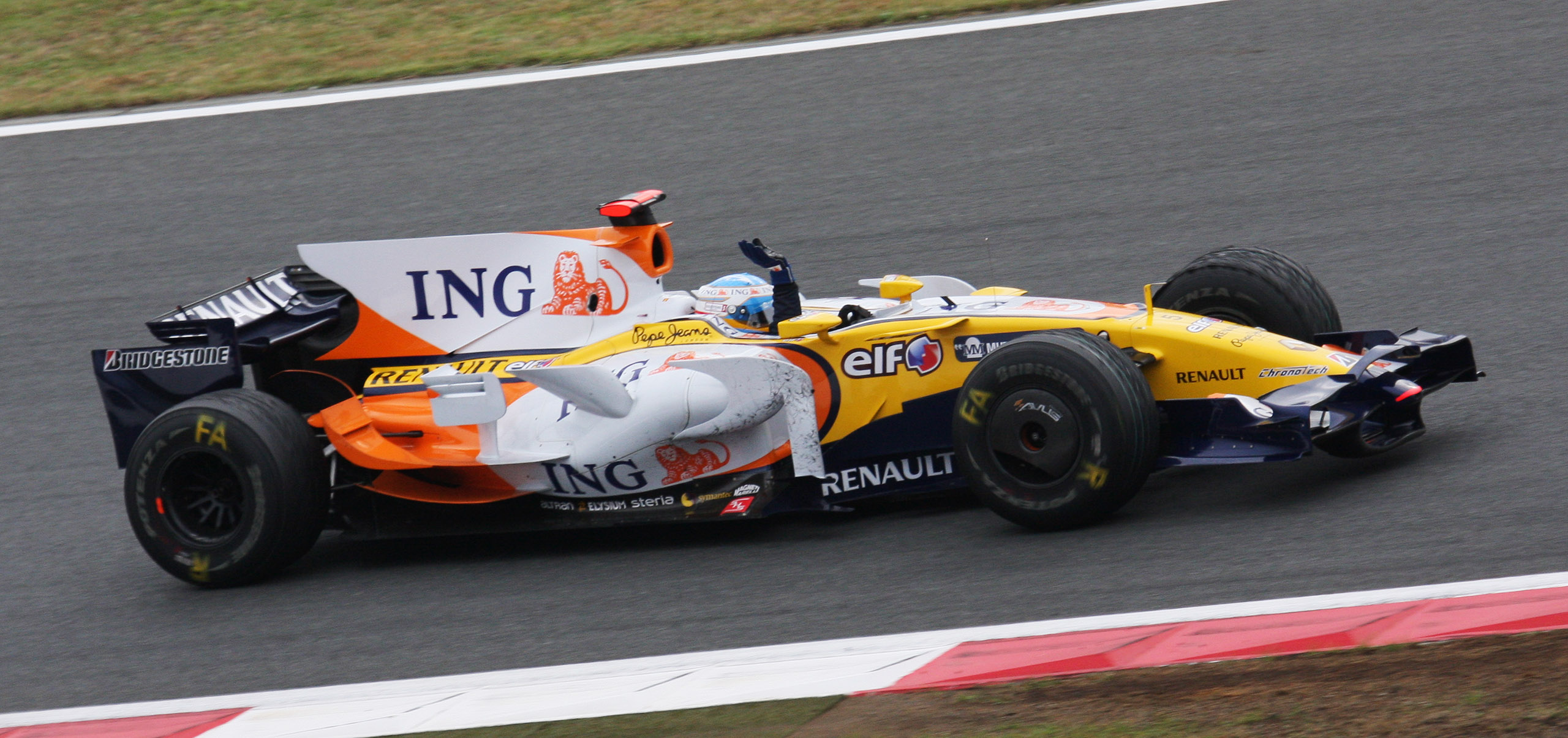
Alonso gewinnt das zweite Rennen in Folge

In der Fahrerwertung blieben die ersten drei Positionen unverändert. In der Konstrukteurswertung schob sich Ferrari wieder an McLaren-Mercedes vorbei, Dritter blieb BMW Sauber.

## Meldeliste
| Team                      | Nr. | Fahrer               | Chassis           | Motor                | Reifen |
| ------------------------- | --- | -------------------- | ----------------- | -------------------- | ------ |
| Scuderia Ferrari Marlboro | 01  | Kimi Räikkönen       | Ferrari F2008     | Ferrari 2.4 V8       | B      |
| Scuderia Ferrari Marlboro | 02  | Felipe Massa         | Ferrari F2008     | Ferrari 2.4 V8       | B      |
| BMW Sauber F1 Team        | 03  | Nick Heidfeld        | BMW Sauber F1.08  | BMW 2.4 V8           | B      |
| BMW Sauber F1 Team        | 04  | Robert Kubica        | BMW Sauber F1.08  | BMW 2.4 V8           | B      |
| ING Renault F1 Team       | 05  | Fernando Alonso      | Renault R28       | Renault 2.4 V8       | B      |
| ING Renault F1 Team       | 06  | Nelson Piquet jr.    | Renault R28       | Renault 2.4 V8       | B      |
| AT&T Williams             | 07  | Nico Rosberg         | Williams FW30     | Toyota 2.4 V8        | B      |
| AT&T Williams             | 08  | Kazuki Nakajima      | Williams FW30     | Toyota 2.4 V8        | B      |
| Red Bull Racing           | 09  | ! David Coulthard    | Red Bull RB4      | Renault 2.4 V8       | B      |
| Red Bull Racing           | 10  | Mark Webber          | Red Bull RB4      | Renault 2.4 V8       | B      |
| Panasonic Toyota Racing   | 11  | Jarno Trulli         | Toyota TF108      | Toyota 2.4 V8        | B      |
| Panasonic Toyota Racing   | 12  | Timo Glock           | Toyota TF108      | Toyota 2.4 V8        | B      |
| Scuderia Toro Rosso       | 14  | Sébastien Bourdais   | Toro Rosso STR2B  | Ferrari 2.4 V8       | B      |
| Scuderia Toro Rosso       | 15  | Sebastian Vettel     | Toro Rosso STR2B  | Ferrari 2.4 V8       | B      |
| Honda Racing F1 Team      | 16  | Jenson Button        | Honda RA108       | Honda 2.4 V8         | B      |
| Honda Racing F1 Team      | 17  | Rubens Barrichello   | Honda RA108       | Honda 2.4 V8         | B      |
| Force India F1 Team       | 20  | Adrian Sutil         | Force India VJM01 | Ferrari 2.4 V8       | B      |
| Force India F1 Team       | 21  | Giancarlo Fisichella | Force India VJM01 | Ferrari 2.4 V8       | B      |
| Vodafone McLaren Mercedes | 22  | Lewis Hamilton       | McLaren MP4-23    | Mercedes-Benz 2.4 V8 | B      |
| Vodafone McLaren Mercedes | 23  | Heikki Kovalainen    | McLaren MP4-23    | Mercedes-Benz 2.4 V8 | B      |

Anmerkungen
1. ↑  McLaren-Mercedes fiel aufgrund einer Strafe infolge der Spionage-Affäre automatisch auf die letzte Position in der Teamrangliste

## Klassifikationen

### Qualifying
| Pos. | Fahrer               | Konstrukteur        | Q1       | Q2       | Q3       | Start |
| ---- | -------------------- | ------------------- | -------- | -------- | -------- | ----- |
| 01   | Lewis Hamilton       | McLaren-Mercedes    | 1:18,071 | 1:17,462 | 1:18,404 | 01    |
| 02   | Kimi Räikkönen       | Ferrari             | 1:18,160 | 1:17,733 | 1:18,644 | 02    |
| 03   | Heikki Kovalainen    | McLaren-Mercedes    | 1:18,220 | 1:17,360 | 1:18,821 | 03    |
| 04   | Fernando Alonso      | Renault             | 1:18,290 | 1:17,871 | 1:18,852 | 04    |
| 05   | Felipe Massa         | Ferrari             | 1:18,110 | 1:17,287 | 1:18,874 | 05    |
| 06   | Robert Kubica        | BMW Sauber          | 1:18,684 | 1:17,931 | 1:18,979 | 06    |
| 07   | Jarno Trulli         | Toyota              | 1:18,501 | 1:17,541 | 1:19,026 | 07    |
| 08   | Timo Glock           | Toyota              | 1:17,945 | 1:17,670 | 1:19,118 | 08    |
| 09   | Sebastian Vettel     | Toro Rosso-Ferrari  | 1:18,509 | 1:17,714 | 1:19,638 | 09    |
| 10   | Sébastien Bourdais   | Toro Rosso-Ferrari  | 1:18,593 | 1:18,102 | 1:20,167 | 10    |
| 11   | David Coulthard      | Red Bull-Renault    | 1:18,303 | 1:18,187 | –        | 11    |
| 12   | Nelson Piquet jr.    | Renault             | 1:18,300 | 1:18,274 | –        | 12    |
| 13   | Mark Webber          | Red Bull-Renault    | 1:18,372 | 1:18,354 | –        | 13    |
| 14   | Kazuki Nakajima      | Williams-Toyota     | 1:18,640 | 1:18,594 | –        | 14    |
| 15   | Nico Rosberg         | Williams-Toyota     | 1:18,740 | 1:18,672 | –        | 15    |
| 16   | Nick Heidfeld        | BMW Sauber          | 1:18,835 | –        | –        | 16    |
| 17   | Rubens Barrichello   | Honda               | 1:18,882 | –        | –        | 17    |
| 18   | Jenson Button        | Honda               | 1:19,100 | –        | –        | 18    |
| 19   | Adrian Sutil         | Force India-Ferrari | 1:19,163 | –        | –        | 19    |
| 20   | Giancarlo Fisichella | Force India-Ferrari | 1:19,910 | –        | –        | 20    |

### Rennen
| Pos. | Fahrer               | Konstrukteur        | Runden | Stopps | Zeit        | Start | Schnellste Runde |
| ---- | -------------------- | ------------------- | ------ | ------ | ----------- | ----- | ---------------- |
| 01   | Fernando Alonso      | Renault             | 67     | 2      | 1:30:21,842 | 04    | 1:19,101 (41.)   |
| 02   | Robert Kubica        | BMW Sauber          | 67     | 2      | + 5,283     | 06    | 1:19,292 (16.)   |
| 03   | Kimi Räikkönen       | Ferrari             | 67     | 2      | + 6,400     | 02    | 1:18,995 (66.)   |
| 04   | Nelson Piquet jr.    | Renault             | 67     | 2      | + 20,570    | 12    | 1:19,199 (54.)   |
| 05   | Jarno Trulli         | Toyota              | 67     | 2      | + 23,767    | 07    | 1:19,524 (18.)   |
| 06   | Sebastian Vettel     | Toro Rosso-Ferrari  | 67     | 2      | + 39,207    | 09    | 1:19,617 (21.)   |
| 07   | Felipe Massa         | Ferrari             | 67     | 3      | + 46,158    | 05    | 1:18,426 (55.)   |
| 08   | Mark Webber          | Red Bull-Renault    | 67     | 1      | + 50,811    | 13    | 1:19,820 (30.)   |
| 09   | Nick Heidfeld        | BMW Sauber          | 67     | 1      | + 45,120    | 16    | 1:19,461 (67.)   |
| 10   | Sébastien Bourdais   | Toro Rosso-Ferrari  | 67     | 2      | + 59,085    | 10    | 1:19,262 (49.)   |
| 11   | Nico Rosberg         | Williams-Toyota     | 67     | 1      | + 1:02,096  | 15    | 1:19,531 (66.)   |
| 12   | Lewis Hamilton       | McLaren-Mercedes    | 67     | 3      | + 1:18,900  | 01    | 1:19,560 (65.)   |
| 13   | Rubens Barrichello   | Honda               | 66     | 1      | + 1 Runde   | 17    | 1:20,575 (66.)   |
| 14   | Jenson Button        | Honda               | 66     | 1      | + 1 Runde   | 18    | 1:20,849 (66.)   |
| 15   | Kazuki Nakajima      | Williams-Toyota     | 66     | 2      | + 1 Runde   | 14    | 1:20,364 (32.)   |
| –    | Giancarlo Fisichella | Force India-Ferrari | 21     | 0      | DNF         | 20    | 1:21,577 (20.)   |
| –    | Heikki Kovalainen    | McLaren-Mercedes    | 16     | 0      | DNF         | 03    | 1:19,258 (12.)   |
| –    | Adrian Sutil         | Force India-Ferrari | 8      | 0      | DNF         | 19    | 1:21,189 (06.)   |
| –    | Timo Glock           | Toyota              | 6      | 1      | DNF         | 08    | 1:20,254 (04.)   |
| –    | David Coulthard      | Red Bull-Renault    | 0      | 0      | DNF         | 11    | –                |

Anmerkungen
1. ↑  Bourdais erhielt eine nachträgliche Zeitstrafe von 25 Sekunden, da er bei der Ausfahrt aus der Boxengasse mit Massa kollidiert war. Er fiel dadurch vom sechsten auf den zehnten Rang zurück.

## WM-Stände nach dem Rennen
Die ersten acht des Rennens bekamen 10, 8, 6, 5, 4, 3, 2 bzw. 1 Punkt(e).

### Fahrerwertung
| Pos. | Fahrer            | Konstrukteur       | Punkte |
| ---- | ----------------- | ------------------ | ------ |
| 01   | Lewis Hamilton    | McLaren-Mercedes   | 84     |
| 02   | Felipe Massa      | Ferrari            | 79     |
| 03   | Robert Kubica     | BMW Sauber         | 72     |
| 04   | Kimi Räikkönen    | Ferrari            | 63     |
| 05   | Nick Heidfeld     | BMW Sauber         | 56     |
| 06   | Heikki Kovalainen | McLaren-Mercedes   | 51     |
| 07   | Fernando Alonso   | Renault            | 48     |
| 08   | Sebastian Vettel  | Toro Rosso-Ferrari | 30     |
| 09   | Jarno Trulli      | Toyota             | 30     |
| 10   | Mark Webber       | Red Bull-Renault   | 21     |
| 11   | Timo Glock        | Toyota             | 20     |

| Pos. | Fahrer               | Konstrukteur        | Punkte |
| ---- | -------------------- | ------------------- | ------ |
| 12   | Nelson Piquet jr.    | Renault             | 18     |
| 13   | Nico Rosberg         | Williams-Toyota     | 17     |
| 14   | Rubens Barrichello   | Honda               | 11     |
| 15   | Kazuki Nakajima      | Williams-Toyota     | 9      |
| 16   | David Coulthard      | Red Bull-Renault    | 8      |
| 17   | Sébastien Bourdais   | Toro Rosso-Ferrari  | 4      |
| 18   | Jenson Button        | Honda               | 3      |
| 19   | Giancarlo Fisichella | Force India-Ferrari | 0      |
| 20   | Adrian Sutil         | Force India-Ferrari | 0      |
| 21   | Takuma Satō          | Super Aguri-Honda   | 0      |
| 22   | Anthony Davidson     | Super Aguri-Honda   | 0      |

### Konstrukteurswertung
| Pos. | Konstrukteur       | Punkte |
| ---- | ------------------ | ------ |
| 01   | Ferrari            | 142    |
| 02   | McLaren-Mercedes   | 135    |
| 03   | BMW Sauber         | 128    |
| 04   | Renault            | 66     |
| 05   | Toyota             | 50     |
| 06   | Toro Rosso-Ferrari | 34     |

| Pos. | Konstrukteur        | Punkte |
| ---- | ------------------- | ------ |
| 07   | Red Bull-Renault    | 29     |
| 08   | Williams-Toyota     | 26     |
| 09   | Honda               | 14     |
| 10   | Force India-Ferrari | 0      |
| 11   | Super Aguri-Honda   | 0      |